# Eekt
Eekt is een buurtschap in de Nederlandse gemeente Oldebroek, gelegen in de provincie Gelderland. Het ligt twee kilometer ten zuidwesten van Oosterwolde.
Dorpen: Hattemerbroek · Kerkdorp · 't Loo · Noordeinde · Oldebroek · Oosterwolde · Wezep

Buurtschappen: Bovenveen · Duinkerken · Eekt · Mullegen · Posthoorn · Trutjeshoek · Voskuil · Zuideinde (deels)

Gelderland: Steden en dorpen in Gelderland      Nederland: Provincies · Gemeenten